# KV Kortrijk in het seizoen 2010/11
KV Kortrijk komt in het seizoen 2010/11 uit in de Belgische Eerste Klasse. De voetbalclub eindigde vorig seizoen in de reguliere competitie op de vierde plaats waardoor het de Play-offs I haalde. In deze Play-offs, werd de ploeg vijfde. Dit seizoen veranderde de ploeg van trainer: na het vertrek van hoofdtrainer Georges Leekens kwam Hein Vanhaezebrouck, die de ploeg eerder al had getraind, terug aan het roer van de ploeg te staan. De voetbalclub eindigde in de reguliere competitie op de tiende plaats waardoor het de Play-offs II haalde.

## Ploegsamenstelling

### Spelerskern
| Nr. | Naam                  | Positie               | Nationaliteit         |
| --- | --------------------- | --------------------- | --------------------- |
| 3   | Loris Reina           | Flankverdediger       | Frankrijk             |
| 4   | Toni Šunjić           | Verdediger            | Bosnië en Herzegovina |
| 5   | Karim Belhocine       | Verdediger            | Frankrijk             |
| 6   | Chemcedine El Araichi | Verdediger            | België                |
| 8   | Nebojša Pavlović      | Centrale middenvelder | Servië                |
| 9   | Giuseppe Rossini      | Spits                 | België                |
| 10  | Sven Kums             | Centrale middenvelder | België                |
| 11  | Mustapha Oussalah     | Middenvelder          | België                |
| 12  | Jonas Malvy-Fleury    | Verdediger            | België                |
| 13  | Glenn Verbauwhede     | Doelman               | België                |
| 14  | Davy De Beule         | Middenvelder          | België                |
| 15  | Baptiste Martin       | Verdediger            | Frankrijk             |
| 16  | Brecht Dejaegere      | Middenvelder          | België                |
| 17  | Gertjan De Mets       | Verdediger            | Frankrijk             |
| 18  | Mario Carević         | Middenvelder          | Kroatië               |
| 19  | Stefan Šćepović       | Spits                 | Servië                |
| 20  | Mohamed Messoudi      | Middenvelder          | België                |
| 21  | Brecht Capon          | Middenvelder          | België                |
| 23  | Jonas Vervaecke       | Verdediger            | België                |
| 24  | Tom Vandenbossche     | Doelman               | België                |
| 25  | Rami Gershon          | Verdediger            | Israël                |
| 30  | Damien Lahaye         | Doelman               | Frankrijk             |

### Transfers

#### Inkomend
- Baptiste Martin (Auxerre)
- Glenn Verbauwhede (Club Brugge)
- /  Ilombe Mboyo (Sporting Charleroi)
- Chemcedine El Araichi (Győri ETO FC)
- Mario Carević (Sporting Lokeren)
- Giuseppe Rossini (KV Mechelen)
- Rami Gershon (Standard Luik)
- Brecht Capon (Club Brugge)
- Toni Šunjić (HŠK Zrinjski Mostar)
- Gertjan De Mets (Club Brugge, geleend)
- Stefan Šćepović (Club Brugge, geleend)

#### Uitgaand
- Jimmy Hempte (Roda JC)
- Christian Benteke (Standaard Luik)
- Brecht Verbrugghe (RAEC Mons)
- Wouter Vrancken (gestopt)
- Leon Benko (contract ontbonden)
- /  Ebrahima 'Ibou' Sawaneh (KV Mechelen, uitgeleend)
- /  Ilombe Mboyo (AA Gent)

### Trainersstaf
- Hein Vanhaezebrouck (hoofdtrainer)
- Yves Vanderhaeghe (assistent-trainer & beloftentrainer)
- Rudi Verkempinck (beloftentrainer)
- Philippe Vande Walle (keeperstrainer)

## Jupiler Pro League

### Reguliere Competitie
| Datum/tijd         | Thuis   | Uitslag     | Uit                                                                 | Informatie |
| ------------------ | ------- | ----------- | ------------------------------------------------------------------- | ---------- |
| 31 juli 2010 20:00 |         |             |                                                                     |            |
| KV Kortrijk        | 1 - 0   | Club Brugge | Guldensporenstadion, Kortrijk Toeschouwers: 9.000 Arbiter: Tim Pots |            |
| De Beule 55'       | (0 - 0) |             | Guldensporenstadion, Kortrijk Toeschouwers: 9.000 Arbiter: Tim Pots |            |

| Datum/tijd            | Thuis   | Uitslag     | Uit                                                                  | Informatie |
| --------------------- | ------- | ----------- | -------------------------------------------------------------------- | ---------- |
| 7 augustus 2010 20:00 |         |             |                                                                      |            |
| Sporting Lokeren      | 1 - 1   | KV Kortrijk | Daknamstadion, Lokeren Toeschouwers: 4.250 Arbiter: Christof Dierick |            |
| Rossini 51'           | (0 - 0) | Mokulu 68'  | Daknamstadion, Lokeren Toeschouwers: 4.250 Arbiter: Christof Dierick |            |

| Datum/tijd               | Thuis   | Uitslag           | Uit                                                                   | Informatie |
| ------------------------ | ------- | ----------------- | --------------------------------------------------------------------- | ---------- |
| 13 augustus 2010 20:00   |         |                   |                                                                       |            |
| KV Kortrijk              | 2 - 0   | Sint-Truidense VV | Guldensporenstadion, Kortrijk Toeschouwers: 5.300 Arbiter: Sam Loeman |            |
| Pavlovic 51' Rossini 56' | (0 - 0) |                   | Guldensporenstadion, Kortrijk Toeschouwers: 5.300 Arbiter: Sam Loeman |            |

| Datum/tijd             | Thuis   | Uitslag                     | Uit                                                                         | Informatie |
| ---------------------- | ------- | --------------------------- | --------------------------------------------------------------------------- | ---------- |
| 21 augustus 2010 20:00 |         |                             |                                                                             |            |
| Lierse                 | 1 - 2   | KV Kortrijk                 | Herman Vanderpoortenstadion, Lier Toeschouwers: 8.500 Arbiter: Gaetan Simon |            |
| Douala 89'             | (0 - 1) | Pavlovic 19' El Araichi 66' | Herman Vanderpoortenstadion, Lier Toeschouwers: 8.500 Arbiter: Gaetan Simon |            |

| Datum/tijd             | Thuis   | Uitslag     | Uit                                                                            | Informatie |
| ---------------------- | ------- | ----------- | ------------------------------------------------------------------------------ | ---------- |
| 28 augustus 2010 20:00 |         |             |                                                                                |            |
| Standard Luik          | 1 - 0   | KV Kortrijk | Stade Maurice Dufrasne, Luik Toeschouwers: 24.000 Arbiter: Christophe Delacour |            |
| Pieroni 57'            | (0 - 0) |             | Stade Maurice Dufrasne, Luik Toeschouwers: 24.000 Arbiter: Christophe Delacour |            |

| Datum/tijd              | Thuis   | Uitslag     | Uit                                                                    | Informatie |
| ----------------------- | ------- | ----------- | ---------------------------------------------------------------------- | ---------- |
| 11 september 2010 20:00 |         |             |                                                                        |            |
| KV Kortrijk             | 1 - 0   | KV Mechelen | Guldensporenstadion, Kortrijk Toeschouwers: 7.100 Arbiter: Luc Wouters |            |
| Capon 59'               | (0 - 0) |             | Guldensporenstadion, Kortrijk Toeschouwers: 7.100 Arbiter: Luc Wouters |            |

| Datum/tijd                          | Thuis   | Uitslag     | Uit                                                                                       | Informatie |
| ----------------------------------- | ------- | ----------- | ----------------------------------------------------------------------------------------- | ---------- |
| 19 september 2010 20:00             |         |             |                                                                                           |            |
| RSC Anderlecht                      | 3 - 0   | KV Kortrijk | Constant Vanden Stockstadion, Anderlecht Toeschouwers: 22.310 Arbiter: Frank De Bleeckere |            |
| Lukaku 28' Legear 44' Boussoufa 86' | (2 - 0) |             | Constant Vanden Stockstadion, Anderlecht Toeschouwers: 22.310 Arbiter: Frank De Bleeckere |            |

| Datum/tijd              | Thuis   | Uitslag                    | Uit                                                                      | Informatie |
| ----------------------- | ------- | -------------------------- | ------------------------------------------------------------------------ | ---------- |
| 22 september 2010 20:30 |         |                            |                                                                          |            |
| KV Kortrijk             | 1 - 2   | Westerlo                   | Guldensporenstadion, Kortrijk Toeschouwers: 5.450 Arbiter: Johan Verbist |            |
| Rossini 28'             | (1 - 2) | Jakovenko 9' Corstjens 26' | Guldensporenstadion, Kortrijk Toeschouwers: 5.450 Arbiter: Johan Verbist |            |

| Datum/tijd              | Thuis   | Uitslag     | Uit                                                                   | Informatie |
| ----------------------- | ------- | ----------- | --------------------------------------------------------------------- | ---------- |
| 25 september 2010 20:00 |         |             |                                                                       |            |
| Cercle Brugge           | 2 - 1   | KV Kortrijk | Jan Breydelstadion, Brugge Toeschouwers: 6.350 Arbiter: Gunter Boelen |            |
| Neto 36' Owusu 47'      | (1 - 1) | Mboyo 20'   | Jan Breydelstadion, Brugge Toeschouwers: 6.350 Arbiter: Gunter Boelen |            |

| Datum/tijd                     | Thuis   | Uitslag         | Uit                                                                        | Informatie |
| ------------------------------ | ------- | --------------- | -------------------------------------------------------------------------- | ---------- |
| 2 oktober 2010 20:00           |         |                 |                                                                            |            |
| KV Kortrijk                    | 3 - 1   | KAS Eupen       | Guldensporenstadion, Kortrijk Toeschouwers: 6.050 Arbiter: Peter Vervecken |            |
| Rossini 27' Mboyo 42' Kums 85' | (2 - 0) | Vandenbergh 64' | Guldensporenstadion, Kortrijk Toeschouwers: 6.050 Arbiter: Peter Vervecken |            |

| Datum/tijd                   | Thuis   | Uitslag     | Uit                                                                       | Informatie |
| ---------------------------- | ------- | ----------- | ------------------------------------------------------------------------- | ---------- |
| 16 oktober 2010 20:00        |         |             |                                                                           |            |
| KAA Gent                     | 2 - 0   | KV Kortrijk | Jules Ottenstadion, Gent Toeschouwers: 10.500 Arbiter: Jérôme Efong Nzolo |            |
| Azofeifa 62' El Ghanassy 64' | (0 - 0) |             | Jules Ottenstadion, Gent Toeschouwers: 10.500 Arbiter: Jérôme Efong Nzolo |            |

| Datum/tijd            | Thuis   | Uitslag     | Uit                                                                           | Informatie |
| --------------------- | ------- | ----------- | ----------------------------------------------------------------------------- | ---------- |
| 22 oktober 2010 20:00 |         |             |                                                                               |            |
| KV Kortrijk           | 1 - 0   | Racing Genk | Guldensporenstadion, Kortrijk Toeschouwers: 8.200 Arbiter: Joeri Van De Velde |            |
| Rossini 47'           | (0 - 0) |             | Guldensporenstadion, Kortrijk Toeschouwers: 8.200 Arbiter: Joeri Van De Velde |            |

| Datum/tijd            | Thuis   | Uitslag     | Uit                                                                         | Informatie |
| --------------------- | ------- | ----------- | --------------------------------------------------------------------------- | ---------- |
| 29 oktober 2010 20:00 |         |             |                                                                             |            |
| Sporting Charleroi    | 0 - 0   | KV Kortrijk | Stade du Pays de Charleroi, Charleroi Toeschouwers: 4.550 Arbiter: Wim Smet |            |
|                       | (0 - 0) |             | Stade du Pays de Charleroi, Charleroi Toeschouwers: 4.550 Arbiter: Wim Smet |            |

| Datum/tijd                                            | Thuis   | Uitslag            | Uit                                                                      | Informatie |
| ----------------------------------------------------- | ------- | ------------------ | ------------------------------------------------------------------------ | ---------- |
| 6 november 2010 20:00                                 |         |                    |                                                                          |            |
| KV Kortrijk                                           | 4 - 0   | Germinal Beerschot | Guldensporenstadion, Kortrijk Toeschouwers: 6.700 Arbiter: Gunter Boelen |            |
| Rossini 17' (pen.) Gershon 35' Mboyo 47' Messoudi 80' | (2 - 0) |                    | Guldensporenstadion, Kortrijk Toeschouwers: 6.700 Arbiter: Gunter Boelen |            |

| Datum/tijd             | Thuis   | Uitslag     | Uit                                                               | Informatie |
| ---------------------- | ------- | ----------- | ----------------------------------------------------------------- | ---------- |
| 14 november 2010 20:30 |         |             |                                                                   |            |
| Zulte Waregem          | 1 - 1   | KV Kortrijk | Regenboogstadion, Waregem Toeschouwers: 7.353 Arbiter: Ed Janssen |            |
| Habibou 53'            | (0 - 0) | Mboyo 87'   | Regenboogstadion, Waregem Toeschouwers: 7.353 Arbiter: Ed Janssen |            |

| Datum/tijd                         | Thuis   | Uitslag       | Uit                                                         | Informatie |
| ---------------------------------- | ------- | ------------- | ----------------------------------------------------------- | ---------- |
| 20 november 2010 20:00             |         |               |                                                             |            |
| KAS Eupen                          | 3 - 1   | KV Kortrijk   | Kehrwegstadion, Eupen Toeschouwers: 4.000 Arbiter: Tim Pots |            |
| Mombongo 18' Jahid 87' Jahid 90+2' | (1 - 1) | Belhocine 16' | Kehrwegstadion, Eupen Toeschouwers: 4.000 Arbiter: Tim Pots |            |

| Datum/tijd            | Thuis   | Uitslag     | Uit                                                                  | Informatie |
| --------------------- | ------- | ----------- | -------------------------------------------------------------------- | ---------- |
| 4 december 2010 20:00 |         |             |                                                                      |            |
| Sint-Truidense VV     | 1 - 0   | KV Kortrijk | Stayen, Sint-Truiden Toeschouwers: 6.650 Arbiter: Jérôme Efong Nzolo |            |
| Mennes 64'            | (0 - 0) |             | Stayen, Sint-Truiden Toeschouwers: 6.650 Arbiter: Jérôme Efong Nzolo |            |

| Datum/tijd                          | Thuis   | Uitslag       | Uit                                                                          | Informatie |
| ----------------------------------- | ------- | ------------- | ---------------------------------------------------------------------------- | ---------- |
| 12 december 2010 20:30              |         |               |                                                                              |            |
| KV Kortrijk                         | 3 - 1   | Lierse        | Guldensporenstadion, Kortrijk Toeschouwers: 5.750 Arbiter: Alexandre Boucaut |            |
| De Beule 34' De Beule 45' Mboyo 89' | (2 - 1) | Radzinski 23' | Guldensporenstadion, Kortrijk Toeschouwers: 5.750 Arbiter: Alexandre Boucaut |            |

| Datum/tijd              | Thuis   | Uitslag       | Uit                                                                             | Informatie |
| ----------------------- | ------- | ------------- | ------------------------------------------------------------------------------- | ---------- |
| 17 december 2010 20:30  |         |               |                                                                                 |            |
| KV Kortrijk             | 2 - 1   | Standard Luik | Guldensporenstadion, Kortrijk Toeschouwers: 8.250 Arbiter: Sébastien Delferière |            |
| Mboyo 41' Rossini 90+1' | (1 - 0) | Witsel 90+4'  | Guldensporenstadion, Kortrijk Toeschouwers: 8.250 Arbiter: Sébastien Delferière |            |

| Datum/tijd             | Thuis   | Uitslag                     | Uit                                                                          | Informatie |
| ---------------------- | ------- | --------------------------- | ---------------------------------------------------------------------------- | ---------- |
| 29 december 2010 18:00 |         |                             |                                                                              |            |
| KV Kortrijk            | 0 - 2   | RSC Anderlecht              | Guldensporenstadion, Kortrijk Toeschouwers: 9.300 Arbiter: Laurent Colemonts |            |
|                        | (1 - 0) | Gillet 13' Gershon e.d. 68' | Guldensporenstadion, Kortrijk Toeschouwers: 9.300 Arbiter: Laurent Colemonts |            |

| Datum/tijd            | Thuis   | Uitslag          | Uit                                                                           | Informatie |
| --------------------- | ------- | ---------------- | ----------------------------------------------------------------------------- | ---------- |
| 18 januari 2011 20:30 |         |                  |                                                                               |            |
| KV Kortrijk           | 0 - 0   | Sporting Lokeren | Guldensporenstadion, Kortrijk Toeschouwers: 5.500 Arbiter: Joeri Van De Velde |            |
|                       | (0 - 0) |                  | Guldensporenstadion, Kortrijk Toeschouwers: 5.500 Arbiter: Joeri Van De Velde |            |

| Datum/tijd                            | Thuis   | Uitslag                    | Uit                                                                    | Informatie |
| ------------------------------------- | ------- | -------------------------- | ---------------------------------------------------------------------- | ---------- |
| 22 januari 2011 20:00                 |         |                            |                                                                        |            |
| Racing Genk                           | 3 - 2   | KV Kortrijk                | Cristal Arena, Genk Toeschouwers: 20.400 Arbiter: Sebastien Delferière |            |
| De Bruyne 15' Ogunjimi 52' Tözser 75' | (1 - 2) | Anele e.d. 10' Rossini 27' | Cristal Arena, Genk Toeschouwers: 20.400 Arbiter: Sebastien Delferière |            |

| Datum/tijd                | Thuis   | Uitslag               | Uit                                                                     | Informatie |
| ------------------------- | ------- | --------------------- | ----------------------------------------------------------------------- | ---------- |
| 29 januari 2011 20:00     |         |                       |                                                                         |            |
| KV Kortrijk               | 2 - 1   | Cercle Brugge         | Guldensporenstadion, Kortrijk Toeschouwers: 5.250 Arbiter: Gert Deckers |            |
| Messoudi 64' Messoudi 93' | (0 - 1) | Iachtchouk 15' (pen.) | Guldensporenstadion, Kortrijk Toeschouwers: 5.250 Arbiter: Gert Deckers |            |

| Datum/tijd            | Thuis   | Uitslag     | Uit                                                                             | Informatie |
| --------------------- | ------- | ----------- | ------------------------------------------------------------------------------- | ---------- |
| 2 februari 2011 20:30 |         |             |                                                                                 |            |
| KV Mechelen           | 1 - 0   | KV Kortrijk | Argosstadion Achter de Kazerne, Mechelen Toeschouwers: 10.100 Arbiter: Tim Pots |            |
| Gorius 54'            | (0 - 0) |             | Argosstadion Achter de Kazerne, Mechelen Toeschouwers: 10.100 Arbiter: Tim Pots |            |

| Datum/tijd               | Thuis   | Uitslag      | Uit                                                         | Informatie |
| ------------------------ | ------- | ------------ | ----------------------------------------------------------- | ---------- |
| 5 februari 2011 20:00    |         |              |                                                             |            |
| Westerlo                 | 2 - 1   | KV Kortrijk  | 't Kuipje, Westerlo Toeschouwers: 3.000 Arbiter: Sam Loeman |            |
| Farssi 48' De Petter 82' | (0 - 1) | Scepovic 24' | 't Kuipje, Westerlo Toeschouwers: 3.000 Arbiter: Sam Loeman |            |

| Datum/tijd             | Thuis   | Uitslag   | Uit                                                                        | Informatie |
| ---------------------- | ------- | --------- | -------------------------------------------------------------------------- | ---------- |
| 13 februari 2011 20:30 |         |           |                                                                            |            |
| KV Kortrijk            | 0 - 1   | KAA Gent  | Guldensporenstadion, Kortrijk Toeschouwers: 6.500 Arbiter: Christof Virant |            |
|                        | (0 - 0) | Mboyo 82' | Guldensporenstadion, Kortrijk Toeschouwers: 6.500 Arbiter: Christof Virant |            |

| Datum/tijd                               | Thuis   | Uitslag     | Uit                                                                          | Informatie |
| ---------------------------------------- | ------- | ----------- | ---------------------------------------------------------------------------- | ---------- |
| 19 februari 2011 20:00                   |         |             |                                                                              |            |
| Germinal Beerschot                       | 3 - 1   | KV Kortrijk | Olympisch Stadion, Antwerpen Toeschouwers: 8.150 Arbiter: Jérôme Efong Nzolo |            |
| Custovic 33' MacDonald 56' MacDonald 64' | (1 - 0) | De Mets 47' | Olympisch Stadion, Antwerpen Toeschouwers: 8.150 Arbiter: Jérôme Efong Nzolo |            |

| Datum/tijd                         | Thuis   | Uitslag   | Uit                                                                 | Informatie |
| ---------------------------------- | ------- | --------- | ------------------------------------------------------------------- | ---------- |
| 5 maart 2011 20:00                 |         |           |                                                                     |            |
| KV Kortrijk                        | 3 - 0   | Charleroi | Guldensporenstadion, Kortrijk Toeschouwers: 6.450 Arbiter: Wim Smet |            |
| De Beule 28' Kums 43' De Beule 45' | (3 - 0) |           | Guldensporenstadion, Kortrijk Toeschouwers: 6.450 Arbiter: Wim Smet |            |

| Datum/tijd                                     | Thuis   | Uitslag      | Uit                                                                       | Informatie |
| ---------------------------------------------- | ------- | ------------ | ------------------------------------------------------------------------- | ---------- |
| 12 maart 2011 20:00                            |         |              |                                                                           |            |
| Club Brugge                                    | 4 - 1   | KV Kortrijk  | Jan Breydelstadion, Brugge Toeschouwers: 24.700 Arbiter: Christof Dierick |            |
| Perisic 33' Blondel 52' Akpala 58' Perisic 62' | (1 - 0) | De Beule 69' | Jan Breydelstadion, Brugge Toeschouwers: 24.700 Arbiter: Christof Dierick |            |

| Datum/tijd              | Thuis   | Uitslag                 | Uit                                                                       | Informatie |
| ----------------------- | ------- | ----------------------- | ------------------------------------------------------------------------- | ---------- |
| 19 maart 2011 20:00     |         |                         |                                                                           |            |
| KV Kortrijk             | 2 - 2   | Zulte Waregem           | Guldensporenstadion, Kortrijk Toeschouwers: 6.000 Arbiter: Tom van Sichem |            |
| Martin 51' De Beule 81' | (1 - 0) | D’Haene 15' Habibou 48' | Guldensporenstadion, Kortrijk Toeschouwers: 6.000 Arbiter: Tom van Sichem |            |

### Play-offs 2 - Groep B
| Datum/tijd                          | Thuis   | Uitslag     | Uit                                                            | Informatie |
| ----------------------------------- | ------- | ----------- | -------------------------------------------------------------- | ---------- |
| 2 april 2011 20:00                  |         |             |                                                                |            |
| Westerlo                            | 3 - 0   | KV Kortrijk | 't Kuipje, Westerlo Toeschouwers: 2.500 Arbiter: Benonie Burie |            |
| Henrique 5' De Petter 48' Liliu 85' | (1 - 0) |             | 't Kuipje, Westerlo Toeschouwers: 2.500 Arbiter: Benonie Burie |            |

| Datum/tijd         | Thuis   | Uitslag            | Uit                                                                   | Informatie |
| ------------------ | ------- | ------------------ | --------------------------------------------------------------------- | ---------- |
| 9 april 2011 20:00 |         |                    |                                                                       |            |
| KV Kortrijk        | 1 - 1   | Germinal Beerschot | Guldensporenstadion, Kortrijk Toeschouwers: 3.200 Arbiter: Sam Loeman |            |
| Messoudi 58'       | (0 - 0) | Custovic 88'       | Guldensporenstadion, Kortrijk Toeschouwers: 3.200 Arbiter: Sam Loeman |            |

| Datum/tijd          | Thuis   | Uitslag       | Uit                                                                             | Informatie |
| ------------------- | ------- | ------------- | ------------------------------------------------------------------------------- | ---------- |
| 16 april 2011 20:00 |         |               |                                                                                 |            |
| KV Kortrijk         | 0 - 1   | Zulte Waregem | Guldensporenstadion, Kortrijk Toeschouwers: 4.500 Arbiter: Sebastien Delferière |            |
|                     | (0 - 0) | Naessens 64'  | Guldensporenstadion, Kortrijk Toeschouwers: 4.500 Arbiter: Sebastien Delferière |            |

| Datum/tijd              | Thuis   | Uitslag     | Uit                                                                    | Informatie |
| ----------------------- | ------- | ----------- | ---------------------------------------------------------------------- | ---------- |
| 22 april 2011 20:30     |         |             |                                                                        |            |
| Zulte Waregem           | 2 - 0   | KV Kortrijk | Regenboogstadion, Waregem Toeschouwers: 7.188 Arbiter: Jonathan Lardot |            |
| Habibou 12' D’Haene 22' | (2 - 0) |             | Regenboogstadion, Waregem Toeschouwers: 7.188 Arbiter: Jonathan Lardot |            |

| Datum/tijd          | Thuis   | Uitslag      | Uit                                                                            | Informatie |
| ------------------- | ------- | ------------ | ------------------------------------------------------------------------------ | ---------- |
| 30 april 2011 20:00 |         |              |                                                                                |            |
| KV Kortrijk         | 0 - 1   | Westerlo     | Guldensporenstadion, Kortrijk Toeschouwers: 3.732 Arbiter: Christophe Delacour |            |
| Capon 60'           | (0 - 0) | Henrique 56' | Guldensporenstadion, Kortrijk Toeschouwers: 3.732 Arbiter: Christophe Delacour |            |

| Datum/tijd         | Thuis   | Uitslag     | Uit                                                                        | Informatie |
| ------------------ | ------- | ----------- | -------------------------------------------------------------------------- | ---------- |
| 7 mei 2011 20:00   |         |             |                                                                            |            |
| Germinal Beerschot | 0 - 0   | KV Kortrijk | Olympisch Stadion, Antwerpen Toeschouwers: 8.000 Arbiter: Philippe Flament |            |
|                    | (0 - 0) |             | Olympisch Stadion, Antwerpen Toeschouwers: 8.000 Arbiter: Philippe Flament |            |

## Klassementen

### Klassement voor Play-offs
| Pl. | Club               | Gesp. | W  | V  | G  | GV | GT | Ptn. |
| --- | ------------------ | ----- | -- | -- | -- | -- | -- | ---- |
| 1   | RSC Anderlecht     | 30    | 19 | 3  | 8  | 58 | 20 | 65   |
| 2   | KRC Genk           | 30    | 19 | 4  | 7  | 64 | 27 | 64   |
| 3   | AA Gent            | 30    | 17 | 7  | 6  | 59 | 42 | 57   |
| 4   | Club Brugge        | 30    | 16 | 9  | 5  | 60 | 35 | 53   |
| 5   | KSC Lokeren        | 30    | 13 | 6  | 11 | 43 | 36 | 50   |
| 6   | Standard Luik      | 30    | 15 | 11 | 4  | 50 | 38 | 49   |
| 7   | KV Mechelen        | 30    | 13 | 8  | 9  | 34 | 30 | 48   |
| 8   | KVC Westerlo       | 30    | 11 | 11 | 8  | 41 | 40 | 41   |
| 9   | Cercle Brugge      | 30    | 11 | 13 | 6  | 33 | 34 | 39   |
| 10  | KV Kortrijk        | 30    | 11 | 14 | 5  | 36 | 39 | 38   |
| 11  | SV Zulte Waregem   | 30    | 7  | 11 | 12 | 39 | 41 | 33   |
| 12  | Sint-Truidense VV  | 30    | 8  | 17 | 5  | 20 | 51 | 29   |
| 13  | Germinal Beerschot | 30    | 5  | 14 | 11 | 24 | 40 | 26   |
| 14  | Lierse SK          | 30    | 4  | 14 | 12 | 26 | 58 | 24   |
| 15  | KAS Eupen          | 30    | 5  | 17 | 8  | 26 | 58 | 24   |
| 16  | Sporting Charleroi | 30    | 4  | 19 | 7  | 20 | 54 | 19   |

### Klassement Play-offs
| Pl. | Club               | Gesp. | W | V | G | GV | GT | Ptn. |
| --- | ------------------ | ----- | - | - | - | -- | -- | ---- |
| 1   | KVC Westerlo       | 6     | 3 | 0 | 2 | 16 | 6  | 12   |
| 2   | SV Zulte Waregem   | 6     | 3 | 2 | 1 | 6  | 10 | 10   |
| 3   | Germinal Beerschot | 6     | 1 | 2 | 2 | 6  | 6  | 6    |
| 4   | KV Kortrijk        | 6     | 0 | 3 | 1 | 2  | 8  | 3    |

## Beker van België
| Datum/tijd            | Thuis   | Uitslag                | Uit                                                                | Informatie |
| --------------------- | ------- | ---------------------- | ------------------------------------------------------------------ | ---------- |
| 26 oktober 2010 20:30 |         |                        |                                                                    |            |
| KV Kortrijk           | 2 - 1   | Royal Excelsior Virton | Guldensporenstadion, Kortrijk Toeschouwers: / Arbiter: Gerd Bylois |            |
| Belhocine 81' Rossini | (0 - 0) | Molnar                 | Guldensporenstadion, Kortrijk Toeschouwers: / Arbiter: Gerd Bylois |            |

| Datum/tijd             | Thuis   | Uitslag                | Uit                                                                     | Informatie |
| ---------------------- | ------- | ---------------------- | ----------------------------------------------------------------------- | ---------- |
| 10 november 2010 20:30 |         |                        |                                                                         |            |
| KV Kortrijk            | 1 - 2   | KV Mechelen            | Guldensporenstadion, Kortrijk Toeschouwers: / Arbiter: Frederik Geldhof |            |
| Rossini 84'            | (0 - 0) | Pandza 73' Geudens 76' | Guldensporenstadion, Kortrijk Toeschouwers: / Arbiter: Frederik Geldhof |            |

2006/07 ·
2007/08 ·
2008/09 ·
2009/10 ·
2010/11 ·
2011/12 ·
2012/13 ·
2013/14 ·
2014/15 ·
2015/16 ·
2016/17 ·
2017/18 ·
2018/19 ·
2019/20 ·
2020/21 ·
2021/22 ·